# Федичкин, Дмитрий Георгиевич
Дми́трий Гео́ргиевич Фе́дичкин (1902, Мерлеево, Московская губерния — 1991, Москва, СССР) — советский разведчик, резидент в ряде европейских стран, полковник.

## Биография
Родился в русской семье крестьянина-середняка. В 1917 году окончил 2-классное церковно-приходское училище в селе Раздольное Приморской области, в 1921 году окончил 3 класса учительской семинарии в селе Шкотово, одновременно с сентября 1917 по апрель 1921 года работал в хозяйстве отца там же, посещал большевистский кружок. После оккупации Дальнего Востока японцами во время Гражданской войны находился на нелегальном положении, выполнял отдельные разведывательные задания. Член РКП(б) с апреля 1921 года, в апреле — мае 1921 года учился в совпартшколе во Владивостоке.
В 1919—1921 годах — на подпольной работе, комиссар роты и батареи; с 1922 года — служба в органах госбезопасности. До 1930 года — оперуполномоченный Контрразведывательного отдела ГПУ по Дальнему Востоку. В 1925—1930 годах — резидент внешней разведки в Маньчжурии. В 1931 году — в центральном аппарате разведки, преподаватель Центральной школы ОГПУ. В 1932—1934 годах — резидент в Таллинне. С 1934 года — помощник резидента в Варшаве.
В 1936 году арестован польской контрразведкой, обменян на польского разведчика.
В 1936—1940 годах — помощник резидента, резидент в Италии.
В 1940—1941 годах — работа в Контрразведывательном управлении НКВД. В 1942 году — начальник отдела Четвёртого управления НКГБ. В 1943—1944 годах — резидент в Болгарии и Югославии, дипломатический представитель СССР в Болгарии. В 1944—1945 годах — опять работа в центральном аппарате. В 1945—1947 годах — резидент в Румынии. В 1947—1951 годах — заместитель начальника управления в Комитете информации при Совмине СССР. В 1951—1955 годах — резидент внешней разведки в Италии. В 1957—1977 годах — преподаватель Краснознамённого института ПГУ КГБ.
Автор книг воспоминаний о партизанах-дальневосточниках и о чекистской работе.

### Звания
- капитан госбезопасности (17 мая 1937);
- подполковник (11 февраля 1943);
- полковник (16 августа 1943).

### Награды
За плодотворную деятельность в органах государственной безопасности награждён орденами Ленина и Октябрьской Революции, двумя орденами Красного Знамени, двумя орденами Отечественной войны I и II степени, многими медалями СССР, Болгарии, Румынии.